# Women in Uniform
Women in Uniform é uma canção originalmente lançada pela banda australiana Skyhooks; a música faz parte do quarto álbum da banda, Guilty Until Proven Insane e foi escrita pelo baixista, Greg MacAinsh. A canção conseguiu chegar ao top 10 de singles na Austrália.

## Versão de Iron Maiden
A banda Iron Maiden fez um cover da canção e lançou como o terceiro single da banda e o último com o guitarrista Dennis Stratton. O single foi lançado em 17 de outubro de 1980 e originalmente não faz parte de nenhum álbum do Iron Maiden. "Women in Uniform" é a primeira canção com videoclipe do Iron Maiden, dirigido por Doug Smith e gravado no The Rainbow Theatre, em Londres.
A capa do single representa Margaret Thatcher portando uma submetralhadora Sterling preparando-se para atacar Eddie. A capa na verdade é uma brincadeira com a capa do single anterior, Sanctuary, em que Eddie aparece assassinando Thatcher.
A música "Invasion" do lado B do single já tinha sido lançada anteriormente no EP The Soundhouse Tapes da banda.

## Lista de reprodução
1. "Women in Uniform" (Greg Macainsh; Skyhooks) − 3:11
2. "Invasion" (Steve Harris) − 2:39
3. "Phantom of the Opera" ao vivo no Marquee Club, 1980)" (Harris) − 7:12

## Créditos
- Paul Di'Anno - vocal
- Dave Murray - guitarra
- Dennis Stratton - guitarra, vocal de apoio
- Steve Harris - baixo, vocal de apoio
- Clive Burr - bateria